# Lalon

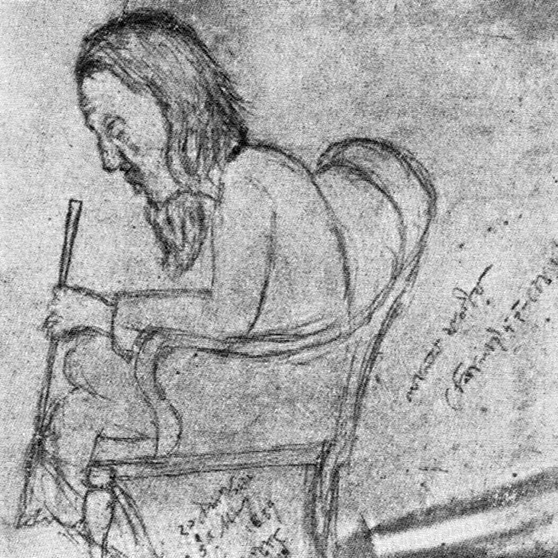
Lalon Shah (Bleistiftskizze von Jyotirindranath Tagore, 1889)

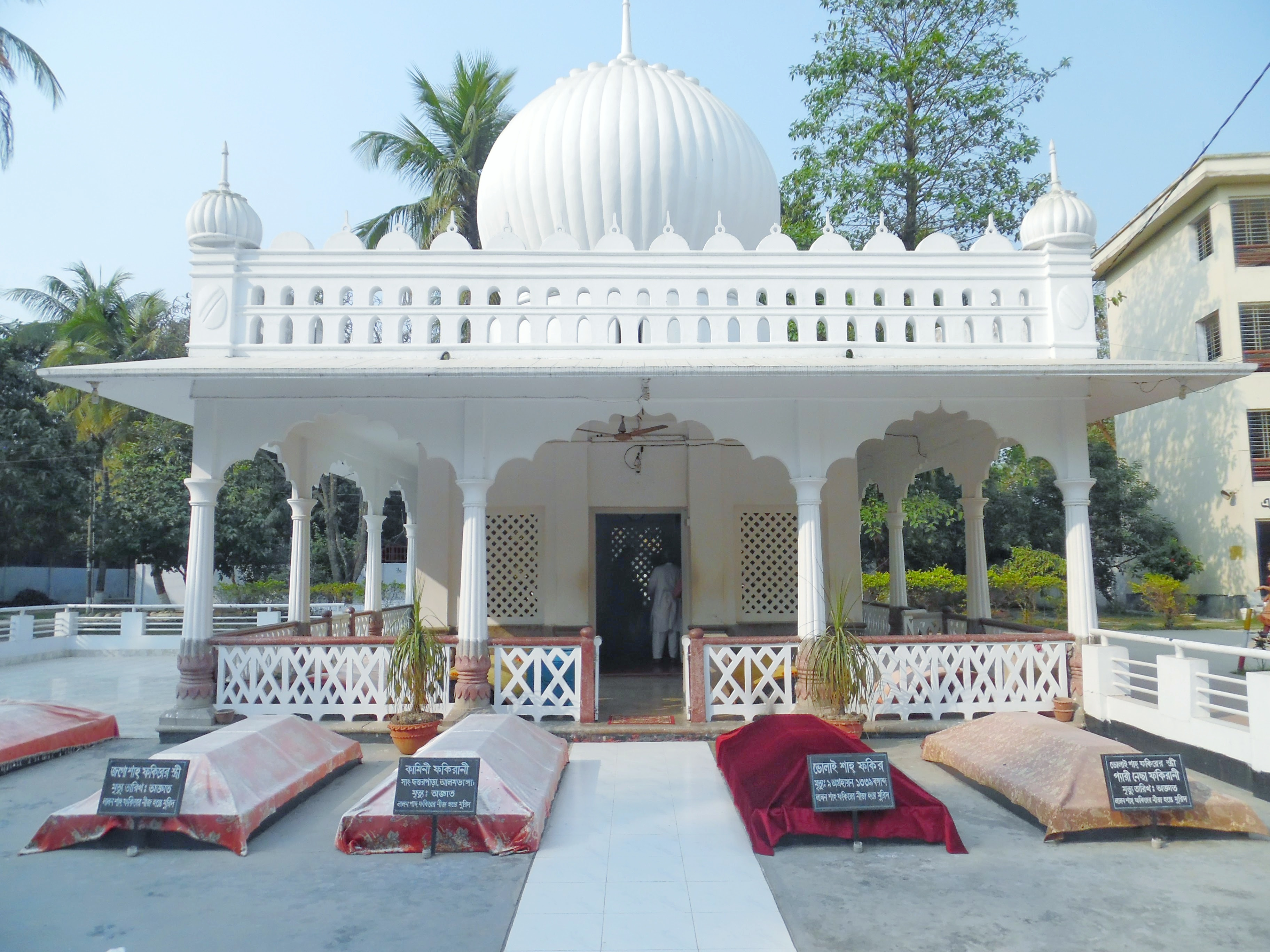
Lalon-Mausoleum in Kushtia

Lalon (bengalisch লালন Lālan; auch Lalon Shah, Lalon Sain, Lalon Fakir, Guruji, Sainji; * angeblich 14. Oktober 1772 oder 1774 in Jhenaidah; † 17. Oktober 1890 in Kushtia) war ein bengalischer Philosoph, Mystiker und Dichter, dessen Denken u. a. Rabindranath Tagore, Kazi Nazrul Islam und Allen Ginsberg beeinflusste.

## Leben / Legende
Lalon wurde in eine arme Familie hineingeboren, er erhielt weder Schul- noch Ausbildung. Angeblich wurde er bereits in jungen Jahren während einer Pilgerreise krank (Pocken); seine Reisegefährten ließen ihn zurück, doch wurde er von einer muslimischen Familie gepflegt und aufgenommen. Im Dorf lebte jedoch auch Siraj Sain, ein Angehöriger der Baul-Sekte, der sein geistiger Führer (guru) wurde. Nach Haus zurückgekehrt, kam er in Kontakt mit der Tagore-Familie.

## Philosophie
Das sowohl von den Ideen des Hinduismus (bhakti) als auch vom sufistischen Islam beeinflusste Denken der Baul-Sekte hatte starken Einfluss auf den damals noch jungen Mann. Lalon lehnte jegliche Form religiöser oder anderweitiger Intoleranz ebenso ab wie das traditionelle indische Klassen- und Kastendenken. Auch der Götterglaube spielte weder in seinem Denken noch in seinem Handeln eine Rolle, womit sowohl Bezüge zum Buddhismus als auch zum Jainismus gegeben sind. Eine wesentliche Orientierung bezog er zeit seines Lebens aus der Musik.

## Werk
Unter seinem Namen werden manchmal bis zu 10.000 Liedtexte und Kompositionen subsumiert, doch nur etwa 800 (nach anderer Meinung etwa 2000) gelten als authentisch. Seine insgesamt eher mystischen Liedtexte werden begleitet von einer einsaitigen Zupftrommel (ektara) und – manchmal – einer Trommel (duggi).

## Verehrung
Lalons im Jahr 1963 errichtetes Mausoleum ist alljährlich zur Zeit seines Todestages Ziel von tausenden Anhängern, zu denen auch westliche Sinnsucher zählen. Eine im Jahr 2004 fertiggestellte Spannbetonbrücke über den Fluss Padma, die Lalon-Shah-Brücke, ist nach ihm benannt.
Lalon war Protagonist mehrerer Filme, darunter Syed Hasan Imams Lalon Fakir (1973), Tanvir Mokammels Lalon (2004) und Goutam Ghoses Moner Manush (2010).